# دیدارهای فوتبال ایران و ترکمنستان
تیم ملی ایران و تیم ملی ترکمنستان تاکنون ۱۰ بار در مقابل یکدیگر قرار گرفته‌اند. حاصل این بازیها، ۵ پیروزی برای تیم ایران، ۲ برد تیم ترکمنستان و ۳ تساوی بوده‌است

در این بازیها جمعاً ۲۴ گل به ثمر رسیده‌است که سهم تیم ایران ۱۶ گل و سهم تیم تیم ترکمنستان ۸ گل بوده‌است

## نخستین بازی
نخستین بازی بین این دو تیم در تاریخ ۱۸ خرداد ۱۳۷۲ از سری مسابقات جام اکو ۱۹۹۳ برگزار شد که ایران با حساب ۲ بر ۱ برنده از زمین خارج شد

## بهترین برد
بهترین بین این دو تیم، برد ۵ بر ۰ تیم ملی ایران مقابل تیم ملی ترکمنستان می‌باشد.
این پیروزی در بازی‌های مقدماتی جام جهانی ۲۰۲۶ (در تاریخ ۱۴۰۳/۰۱/۲) به دست آمده‌است.
در این بازی به ترتیب محمدحسین کنعانی‌زادگان ۲ گل، سردار آزمون، محمد محبی و امید نورافکن هرکدام ۱ گل برای تیم ملی ایران زدند.

## بررسی کلی بازی‌ها
| بردهای ایران     | ۵ بازی  |                 | گل‌های ایران | ۱۶ گل                            |         | بازی‌های برگزار شده در ایران | ۵ بازی |
| مساوی            | ۳ بازی  | گل‌های ترکمنستان | ۸ گل        | بازی‌های برگزار شده در کشور بی‌طرف | ۱ بازی  |                             |        |
| بردهای ترکمنستان | ۲ بازی  |                 |             | بازی‌های برگزار شده در ترکمنستان  | ۴ بازی  |                             |        |
| مجموع بازی‌ها     | ۱۰ بازی | مجموع گل‌ها      | ۲۴ گل       | مجموع بازی‌ها                     | ۱۰ بازی |                             |        |

## عنوان بازی‌ها
| #   | عنوان بازی            | تعداد بازی | برد ایران | برد ترکمنستان | مساوی |
| --- | --------------------- | ---------- | --------- | ------------- | ----- |
| ۱   | دوستانه               | ۵          | ۲         | ۲             | ۱     |
| ۲   | مقدماتی جام جهانی*    | ۴          | ۳         | ۰             | ۱     |
| ۳   | بازیهای المپیک آسیایی | ۱          | ۰         | ۰             | ۱     |
| جمع | جمع                   | ۱۰         | ۵         | ۲             | ۳     |

| عملکرد دو تیم در بازی‌های رسمی | عملکرد دو تیم در بازی‌های رسمی | عملکرد دو تیم در بازی‌های رسمی | عملکرد دو تیم در بازی‌های رسمی |
| ----------------------------- | ----------------------------- | ----------------------------- | ----------------------------- |
| بازی                          | برد ایران                     | برد ترکمنستان                 | مساوی                         |
| ۵ بازی                        | ۳ بازی                        | ۰ بازی                        | ۲ بازی                        |

## میزبان و میهمان
| بازی‌هایی که در ایران برگزار شده‌است       | بازی‌هایی که در ایران برگزار شده‌است | بازی‌هایی که در ایران برگزار شده‌است | بازی‌هایی که در ایران برگزار شده‌است |
| تیم                                      | برد                                | مساوی                              | باخت                               |
| ---------------------------------------- | ---------------------------------- | ---------------------------------- | ---------------------------------- |
| ایران                                    | ۴                                  | ۰                                  | ۱                                  |
| ترکمنستان                                | ۱                                  | ۰                                  | ۴                                  |
| بازی‌هایی که در ترکمنستان برگزار شده‌است   |                                    |                                    |                                    |
| تیم                                      | برد                                | مساوی                              | باخت                               |
| ایران                                    | ۱                                  | ۲                                  | ۱                                  |
| ترکمنستان                                | ۱                                  | ۲                                  | ۱                                  |
| بازی‌هایی که در کشوری بی‌طرف برگزار شده‌است |                                    |                                    |                                    |
| تیم                                      | برد                                | مساوی                              | باخت                               |
| ایران                                    | ۰                                  | ۱                                  | ۰                                  |
| ترکمنستان                                | ۰                                  | ۱                                  | ۰                                  |

## فهرست کلی بازی‌ها
| #  | تاریخ      | عنوان بازی‌ها        | ورزشگاه / شهر                  | عنوان بازی‌ها                                  | گلزنان                                                         |
| -- | ---------- | ------------------- | ------------------------------ | --------------------------------------------- | -------------------------------------------------------------- |
| ۱۰ | ۱۴۰۳/۰۱/۰۷ | ترکمنستان ۰–۱ ایران | ورزشگاه عشق‌آباد، عشق‌آباد       | مقدماتی جام جهانی ۲۰۲۶ و جام ملت‌های آسیا ۲۰۲۷ | قایدی (۵+۴۵)                                                   |
| ۹  | ۱۴۰۳/۰۱/۰۲ | ایران ۵–۰ ترکمنستان | ورزشگاه آزادی، تهران           | مقدماتی جام جهانی ۲۰۲۶ و جام ملت‌های آسیا ۲۰۲۷ | کنعانی‌زادگان (۴۸-۱۰) - آزمون (۱۳) - محبی (۵۶) - نورافکن (۲+۹۰) |
| ۸  | ۱۳۹۴/۰۸/۲۱ | ایران ۳–۱ ترکمنستان | ورزشگاه آزادی، تهران           | مقدماتی جام جهانی ۲۰۱۸ و جام ملت‌های آسیا ۲۰۱۹ | پورعلی‌گنجی (۶) – عزت‌اللهی (۶۴) –دژآگه (۸۲-پ)** صفروف (۶۲)      |
| ۷  | ۱۳۹۴/۰۳/۲۶ | ترکمنستان ۱–۱ ایران | ورزشگاه اسپورت توپلومی،داش‌اغوز | مقدماتی جام جهانی ۲۰۱۸ و جام ملت‌های آسیا ۲۰۱۹ | آزمون (۴) ** مینگازوف (۲+۴۵)                                   |
| ۶  | ۱۳۷۵/۰۹/۰۵ | ایران ۰–۱ ترکمنستان | ورزشگاه آزادی، تهران           | بازی دوستانه                                  | شومیلوف (۲۸)                                                   |
| ۵  | ۱۳۷۵/۰۲/۰۸ | ترکمنستان ۱–۰ ایران | عشق‌آباد، ترکمنستان             | بازی دوستانه                                  | آقایف (۲۸)                                                     |
| ۴  | ۱۳۷۵/۰۲/۰۶ | ترکمنستان ۱–۱ ایران | عشق‌آباد، ترکمنستان             | بازی دوستانه                                  | کریم باقری **؟                                                 |
| ۳  | ۱۳۷۳/۰۷/۱۳ | ایران ۱–۱ ترکمنستان | ورزشگاه بینگو، اونومیچی        | بازی‌های آسیایی ۱۹۹۴                           | گل به خودی بازیکنان ترکمنستان ** چرایر ماخادوف (۶۲)            |
| ۲  | ۱۳۷۲/۰۳/۲۴ | ایران ۲–۱ ترکمنستان | ورزشگاه آزادی، تهران           | جام اکو ۱۹۹۳                                  | مدیرروستا – مرفاوی ** ویتالی (۱۲)                              |
| ۱  | ۱۳۷۲/۰۳/۱۸ | ایران ۲–۱ ترکمنستان | ورزشگاه آزادی، تهران           | جام اکو ۱۹۹۳                                  | مرفاوی – گروسی ** نورمرادف (۸۲)                                |

## گلزنان
کلا ۱۲ بازیکن ایرانی با پیراهن تیم ملی ایران موفق به زدن گل به تیم ملی ترکمنستان شده‌اند که عبدالصمد مرفاوی، سردار آزمون و محمدحسین کنعانی‌زادگان هر کدام با زدن ۲ گل بهترین گلزن ایران در تاریخ جدال با تیم ملی ترکمنستان هستند

### گلزنان ایران
- ۲ گل: عبدالصمد مرفاوی – سردار آزمون – محمدحسین کنعانی‌زادگان
- ۱ گل: اشکان دژآگه – سعید عزت‌اللهی – مرتضی پورعلی‌گنجی – کریم باقری – علی‌اصغر مدیرروستا – محسن گروسی – محمد محبی – امید نورافکن – مهدی قایدی
  - یک گل ایران نیز توسط بازیکنان ترکمنستان به ثمر رسیده‌است

### گلزنان ترکمنستان
- ۱ گل: مکان صفروف – روسلان مینگازوف – ایگور شومیلوف – مسلم آقایف – چرایر ماخادوف – زولتان خان ویتالی – مراد نورمرادف